# Micropeza compar
Micropeza compar är en tvåvingeart som beskrevs av Cresson 1938. Micropeza compar ingår i släktet Micropeza och familjen skridflugor.
Artens utbredningsområde är New Mexico. Inga underarter finns listade i Catalogue of Life.